# Fruhstorferiola sibynecerca
Fruhstorferiola sibynecerca är en insektsart som beskrevs av Zheng 2001. Fruhstorferiola sibynecerca ingår i släktet Fruhstorferiola och familjen gräshoppor. Inga underarter finns listade i Catalogue of Life.